# Maria Tort Xirau
Maria Tort Xirau (Figueres, 26 de maig de 1924 – 4 de juny de 2018) fou una pintora i editora fotogràfica i cinematogràfica empordanesa.
Malgrat no haver signat mai les seves obres, va desenvolupar una llarga trajectòria professional en estudis fotogràfics capdavanters, en pel·lícules de The Walt Disney Company i també en reclams publicitaris d'empreses com Educa Borràs. Va dedicar els darrers anys de la seva vida a la pintura, exercint un estil cromàtic lluminós, variat i nostàlgic en les tècniques de l'oli i l'aquarel·la i amb exposicions de la seva obra a Barcelona i Figueres.

## Joventut i carrera en el retoc fotogràfic i cinematogràfic
Maria Tort Xirau va néixer a Figueres (Alt Empordà) el 26 de maig de 1924 en una família de l'àmbit professional fotogràfic. Filla del català Jaume Tort Bofill i de la malaguenya Maria Xirau Rumbado, als catorze anys i durant la Guerra Civil espanyola va endinsar-se en el camp de la fotografia i de la curiositat estètica. Primer ho va fer amb les tècniques de retoc i acoloriment; posteriorment va aprendre la tècnica i els efectes de llum i als disset anys ja s'encarregava de les fotografies de carnet.
El 1947 Tort Xirau es va traslladar a Barcelona i es va casar amb el tècnic d'automoció José García Sánchez. Al cap i casal el 1955 va començar a treballar als Estudios Fotográficos Industriales Cinematográficos (EFIC), empresa destacada en la producció de programes de mà, cartonatge i cartelleria de pel·lícules i obres teatrals. Allà hi acoloria amb anilina els fotogrames i les diapositives dels films que s'empraven en la cartelleria publicitària de les sales de cinema. Paral·lelament i des del pis on vivia, al Carrer de Balmes, va col·laborar també amb l'empresa de joguines Educa Borràs i en tasques d'edició cinematogràfica de la companyia The Walt Disney Company i Publicidad J. M. Ribó. Si bé mai va signar les seves obres, s'ha documentat també que va participar en la pel·lícula Bambi, en pel·lícules de Joan Manuel Serrat entre les dècades de 1960 i 1970 i en fotografies de mostrari de l'agència de Teresa Gimpera i Flaquer.

## Evolució artística i mort
Un cop va enviudar, Maria Tort Xirau va inscriure's a l'Escola de la Llotja per poder endinsar-se en el món del dibuix i la pintura. Allà va rebre influències i la mentoria del polifacètic artista plàstic barceloní Carles Madirolas. Més endavant es va dedicar plenament al món de l'art i va retornar a la seva Figueres natal. Va conrear la pintura a l'oli i l'aquarel·la, caracteritzada per un ventall divers de temàtiques i colors. El Diccionari biogràfic de l'Alt Empordà va definir l'obra de Tort Xirau com «una pintura que es caracteritza per la força dels traços, la vivesa i lluminositat de la gamma cromàtica i traspua el domini de la tècnica fotogràfica. S'hi fa palesa una barreja de nostàlgia i tendresa».
Les pintures de Tort Xirau es van exposar a la dues localitats on va passar la seva vida: el 1992 va exhibir la seva obra a la Sala d'Exposicions la Caixa de Figueres. Dos anys més tard, ho feu a la Sala Conex de Barcelona i els anys 2007 i 2013 el Consorci del Castell de Sant Ferran i l'Ajuntament de Figueres li van organitzar exposicions d'homenatge. L'any 2013 va cedir al consistori de la ciutat figuerenca la seva obra Mercat de la plaça de l'Ajuntament, aiguada sobre paper vers 1991, que s'exposa a la sala de descans de l'edifici.
El 4 de juny de 2018 va morir a Figueres. Dos anys després de la seva mort, una part de les seves pintures a va ser inclosa a l'exposició Pintar, crear, viure. Dones artistes a l'Alt Empordà (1830-1939) del Museu de l'Empordà, comissariada per Cristina Masanés i dedicada a recuperar la vida de 31 dones artistes de la comarca a través de 100 de les seves obres i una mirada feminista.